# James Darcy
James Fitzgerald Darcy (Rio Grande, 9 de julho de 1876 – Rio de Janeiro, 28 de fevereiro de 1952) foi um advogado, jornalista, professor e político brasileiro. Ao longo de sua carreira, Darcy foi deputado estadual (1901 a 1903) e deputado federal (1903 a 1908), ambas as vezes eleito em seu estado natal, além de vice-presidente da Caixa Econômica Federal (1912 a 1924), consultor-geral da República interino (1919 e 1920) e presidente do Banco do Brasil (1925 a 1926).

## Família e educação
Nascido na cidade gaúcha de Rio Grande em 1876, Darcy era filho do inglês James Darcy, gerente do New-London and Brazilian Bank, e de Josefa Maria de Sá Darcy, filha do coronel Miguel Tito de Sá, que foi um dos fundadores da Cia. União Fabril, junto com seu genro, o comendador Carlos Rheingantz. Foi casado com Elmira Soares Utinguassu.
Em 1896, Darcy graduou-se em Direito pela Faculdade de Direito do Rio de Janeiro, a atual Faculdade de Direito da Universidade Federal do Rio de Janeiro. Em 1898, concluiu doutorado pela mesma instituição, oportunidade em que defendeu uma tese a favor do divórcio.

## Carreira
Em 1900, Darcy foi cofundador da Faculdade Livre de Direito de Porto Alegre, mais tarde denominada Faculdade de Direito da Universidade Federal do Rio Grande do Sul. Além de primeiro diretor da faculdade, também atuou como seu professor de filosofia do Direito, entre 1900 e 1903. Em 1909, recebeu o título de professor honorário da faculdade.
Em 1901, Darcy foi eleito para a Assembleia Legislativa do Rio Grande do Sul, integrando a 24.ª Legislatura. No ano seguinte, foi designado procurador-fiscal de Porto Alegre e diretor do contencioso do Tesouro estadual. Em 1903, foi eleito para a Câmara dos Deputados, onde desempenhou as funções de Primeiro Secretário e Líder da Maioria, no governo do presidente Afonso Pena.
Em 1906, Darcy foi reeleito para a Câmara dos Deputados, mas renunciou ao cargo em 1908 por conta de divergências que mantinha com Borges de Medeiros, presidente do estado. Mais tarde, estabeleceu um escritório de advocacia no Rio de Janeiro e em meados da década de 1920 passou a integrar a Sociedade Brasileira de Direito Internacional.
Em 1912, Darcy foi designado vice-presidente da Caixa Econômica Federal, permanecendo no cargo até 1924. Por dois momentos, em 1919 e 1920, foi consultor-geral da República interino. Em 1925, o presidente da República, Artur Bernardes, nomeou-o como presidente do Banco do Brasil. Ocupou o cargo até o término do governo Bernardes, em 1926.
Em 1928, Darcy publicou no Jornal do Comércio uma série de artigos sobre Joaquim Nabuco. Também foi o redator-chefe do jornal A Federação, órgão oficial do Partido Republicano Rio-grandense (PRR), entre 1900 e 1902. Utilizou o pseudônimo Jim em diversos textos jornalísticos e literários que escreveu.